# Mussey-sur-Marne
Mussey-sur-Marne é uma comuna francesa na região administrativa de Grande Leste, no departamento de Haute-Marne. Estende-se por uma área de 9,92 km². Em 2010 a comuna tinha 384 habitantes (densidade: 38,7 hab./km²).